# 菜公坑山
菜公坑山，是台灣新北市三芝區店子里的一座火山，標高887公尺。該山的東側為大屯溪上游溪谷，西北側為大屯溪支流菜公坑溪的源流區，南側為公司田溪源流區。
菜公坑山屬錐形火山，是大屯山的寄山火山。山上有幾塊含磁鐵礦物的「反經石」，會干擾指北針的正常運作。
該山位於大屯山主峰向北延伸的支稜上，峰頂視野良好。該山與西南方的百拉卡山緊密相連，兩山之間略凹，遠望形似枕頭，合稱為「枕頭山」。

## 登山步道
攀登菜公坑山主要經由「菜公坑山步道」，設有兩個登山口，均位於百拉卡公路旁。東側的第一登山口位於二子坪遊客服務站北北西方約280公尺處，西側的第二登山口位於大屯自然公園旁的大屯遊客服務站叉路口對面，若東進西出，全程約1.6公里。